# ゲルハルト・フィーゼラー

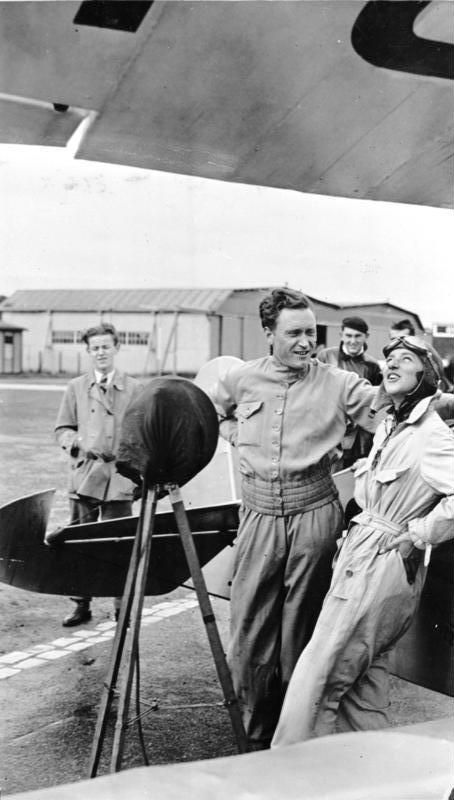
1931年の国際曲技飛行大会のフィーゼラー

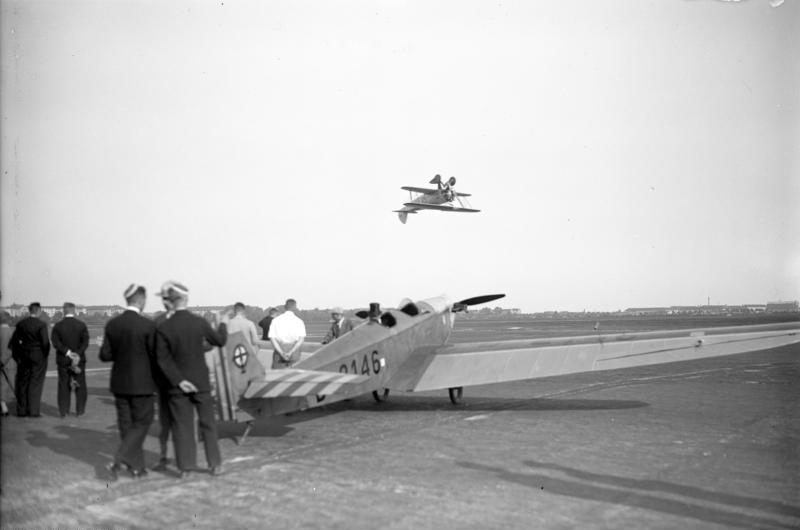
1フィーゼラーの曲技飛行

ゲルハルト・フィーゼラー（Gerhard Fieseler、1896年4月15日 - 1987年9月1日）は、ドイツのパイロット、航空機設計者で、フィーゼラー飛行機（de:Fieseler Flugzeugbau）の創立者である。

## 生涯
de:Gleschで印刷業者の息子に生まれた。1915年ドイツ陸軍航空隊に加わり、訓練中に事故をおこすが、翌年観測機のパイロットとして配属された。1917年に戦闘機パイロットとなり、マケドニア戦線でローランド  D.IIなどで戦い、21機を撃墜したとされ、東部戦線において生き残ったパイロットとしては最も多い撃墜数のパイロットとされ黄金十字軍功章など多くの勲章を受勲した。
第一次世界大戦後は印刷業に戻るが、1926年に印刷業を止め、カッセルのラープ・カッツェンシュタイン飛行機会社の飛行教官となり、自らの飛行技術を磨き、曲技飛行パイロットとなった。1927年に、急上昇して頂点で反転するアクロバットなどを行い多くの収入をえた。1928年に自ら、曲技機、フィーゼラー F1を設計しラープ・カッツェンシュタインで製作し、1920年代の終わりにはラープ・カッツェンシュタイン RK-26を設計し、これはスウェーデンの航空会社ASJA（AB Svenska Jarnvagsverkstadernas Aeroplanavdelning）に売却され、25機がスウェーデン空軍で使用された。
1930年にラープ・カッツェンシュタイン飛行機会社が破産すると、アクロバット飛行で蓄えた資金で工場を購入し、フィーゼラー飛行機を設立した。1932年から自らの設計のスポーツ機の製造をはじめ1934年には自らパリの曲技飛行大会で優勝して得た賞金を運営資金につぎ込んだ。
ナチスのメンバーであったので、1935年にドイツ空軍のために軍用機のライセンス生産を始め、1936年に短距離離着陸機フィーゼラー Fi 156が採用されることによって会社は発展した。第二次世界大戦後は工場を1部を再開し自動車部品を数年製造した。
自伝にMeine Bahn am Himmel （『私の空の道』）がある。